# Odeborn
Die Odeborn im Hochsauerlandkreis und Kreis Siegen-Wittgenstein in Nordrhein-Westfalen ist ein 21,2 km langer, nördlicher und orographisch linker Nebenfluss der Eder.

## Name
Der Fluss wurde nach einer abgegangenen Ortschaft benannt (1258 Adenborn(e)). Der Name ist eine Komposition mit dem Grundwort -born (mittelniederdeutsch für „Quelle, Bach, Brunnen“) und dem althochdeutschen Personennamen Ado.

## Verlauf
Die Odeborn entspringt im Rothaargebirge im Hochsauerlandkreis im Naturpark Sauerland-Rothaargebirge. Ihre Quelle befindet sich 1,3 km nordnordöstlich von Mollseifen und 1,7 km (jeweils Luftlinie) ostnordöstlich von Neuastenberg am Wetzstein (771,6 m) im Nordwesten und Bärenberg (ca. 746 m) im Nordosten auf etwa 720 m ü. NHN.
Neben der Quelle eines namenlosen Quellbachs/Zuflusses der Odeborn, der am Südosthang des Kahlen Astens am Helleplatz (750,46 m/ca. 742 m Höhe) entspringt, steht seit 15. Oktober 2005 ein Markierungsstein mit Informationstafel und Verlaufsskizze der Odeborn und einiger Zuflüsse; am Helleplatz, wo auch ein namenloser Zufluss der Sonneborn entspringt, liegt an einem gemeinsamen Abschnitt der Bundesstraßen 236 und 480 ein Parkplatz mit Schutzhütte. Der Inschrift des 4 t schweren Steins ist zu entnehmen:
ODEBORNQUELLE

Quellgebiet am Helleplatz

(742 m ü. NN)

Die Odeborn fließt

in SW-Richtung

und mündet nach 22 km

bei Raumland in die Eder

(400 m ü. NN)

Kurz nach ihrem Ursprung fließt die Odeborn vorbei am Postwiesen-Skigebiet und überwiegend südwärts durch zumeist bewaldete Gebiete. Anschließend durchfließt sie im Kreis Siegen-Wittgenstein durch die Ortschaften Girkhausen, wonach der von Norden kommende Dödesbach einmündet, und Wemlighausen, wo die von Nordosten heran fließende Schwarzenau einfließt. Weiter flussabwärts erreicht der Bach die Stadt Bad Berleburg, in der sie den von Norden kommenden Lausebach (Lause) aufnimmt.
Danach mündet die Odeborn in Raumland (südlicher Stadtteil von Bad Berleburg) wenige Meter südlich der B 480 auf 400 m Höhe in die Eder, was demzufolge 320 bzw. 342 m Höhenunterschied ausmacht. Die Odebornmündung befindet sich am Ederflusskilometer 144,8.

## Einzugsgebiet und Zuflüsse
Zu den Zuflüssen der Odeborn, deren Einzugsgebiet 85,064 km² groß ist, gehören mit orographischer Zuordnung (l = linksseitig, r = rechtsseitig), Gewässerlänge und u. a. Mündungsort mit Odebornflusskilometer  (flussabwärts betrachtet)/:
- namenloser Quellbach/Zufluss vom Helleplatz[2] (r; 1,1 km), oberhalb der Talstationen des Postwiesen-Skigebiets, (nahe km 19,8)
- Ochsenstallsgraben (Michelmannssiepen; r; 1,9 km), unterhalb Neuastenberg, an der Zwistmühle (nahe km 17,5)
- Hesselbach (r; 2,6 km), oberhalb Girkhausen (nahe km 14,75)
- Gladenbach (l; 1,7 km), in Girkhausen (nahe km 13,9)
- Oster (l; 4,3 km), in Girkhausen (nahe km 12,6)
- Süßbach (r; 3,1 km), in Girkhausen (nahe km 11,85)
- Birkelbach (l; 1,4 km), unterhalb Girkhausen (nahe km 11,1)
- Hellegraben (Hellebach; l; 1 km), unterhalb Girkhausen (nahe km 10,6)
- Dödesbach (r; 4,7 km), unterhalb Girkhausen, bei Dödesberg (nahe km 9,4)
- Seelbach (r; 1 km), unterhalb Girkhausen, bei Dödesberg (nahe km 9,1)
- Winterbach (r; 1,4 km), oberhalb Wemlighausen (nahe km 7,3)
- Schwarzenau (Marienwasser; l; 11,1 km), in Wemlighausen (nahe km 6,5)
- Schüllarsbach (r; 2,6 km), in Wemlighausen (nahe km 6,4)
- Hillerbach (l; 1,6 km), direkt unterhalb Welmighausen (nahe km 5,6)
- Breitenbach (Breidenbach; l; 4,1 km), in Bad Berleburg (nahe km 4,05)
- Reifelsbach (r; 1,8 km), in Bad Berleburg (nahe km 3,7)
- Lausebach (Lause; r; 8,9 km), in Bad Berleburg (nahe km 3,5)

## Ortschaften
Ortschaften an der Odeborn sind (flussabwärts betrachtet): 
- Neuastenberg
- Girkhausen
- Wemlighausen mit nahem Nachbardorf Schüllar
- Bad Berleburg
- Raumland